# Фукусима Ясумаса
Ясумаса Фукусима (яп. 福島安正 Фукусима Ясумаса, 27 мая 1852 — 19 февраля 1919) — японский генерал.

## Биография
Родился в самурайской семье. Окончил военную школу в Эдо. В 1876 — военный атташе в США. В 1882—1884 — военный атташе в Китае. В 1886—1887 совершил большую поездку в британскую Индию и Бирму. В 1887 году назначен военным атташе в Германии. Занимал этот пост до 1902 года.
Возвратился в Японию Фукусима необычным путём. Он проехал верхом на коне гигантский путь от Берлина через Польшу и далее по маршруту Петербург — Москва — Урал — Иркутск — Владивосток. После этого майор свернул на юг и через Маньчжурию, Монголию и Китай добрался до Японии. Всё путешествие длилось 504 дня. По дороге Фукусима изучал местность, уклад жизни населения, строительство Транссиба. Одиночное путешествие Фукусимы через Сибирь верхом было выдающимся спортивным достижением того времени. Во время своего путешествия Фукусима был произведён в подполковники, а после его окончания награждён орденом Священного сокровища.
Во время японо-китайской войны служил в штабе первой японской армии. В 1907 году ему был пожалован баронский титул. С 1912 по 1914 был генерал-губернатором Квантунской области. В 1914 году он был произведён в генералы и переведён в резерв. Умер в 1919 году.